# Miomantis abyssinica
Miomantis abyssinica es una especie de mantis de la familia Mantidae.

## Distribución geográfica
Se encuentra en Etiopía, Burundi, Ruanda y  Tanzania.